# Vsevolod Kletchkovski
Vsevolod Mavrikievitch Kletchkovski (en russe : Всеволод Маврикиевич Клечковский ; 28 novembre 1900 à Moscou - 2 mai 1972 à Moscou), aussi orthographié Klechkovsky en anglais, ou Klechkowski en allemand, était un agro-chimiste de l'époque soviétique, principalement connu pour ses travaux sur les radioisotopes et sur leur utilisation en agriculture.
Kletchkovski a également proposé en 1962 une justification de la règle de Madelung, qui n'était qu'empirique, en se basant sur la modèle de Thomas et Fermi. Cette règle est d'ailleurs généralement connue en France sous le nom de règle de Klechkowski.